# Municipio de Salem (condado de Marion)
El municipio de Salem (en inglés: Salem Township) es un municipio ubicado en el condado de Marion en el estado estadounidense de Illinois. En el año 2010 tenía una población de 9286 habitantes y una densidad poblacional de 100,38 personas por km².

## Geografía
El municipio de Salem se encuentra ubicado en las coordenadas 38°36′33″N 88°58′24″O / 38.60917, -88.97333. Según la Oficina del Censo de los Estados Unidos, el municipio tiene una superficie total de 92.51 km², de la cual 91.63 km² corresponden a tierra firme y (0.95%) 0.88 km² es agua.

## Demografía
Según el censo de 2010, había 9286 personas residiendo en el municipio de Salem. La densidad de población era de 100,38 hab./km². De los 9286 habitantes, el municipio de Salem estaba compuesto por el 96.22% blancos, el 0.99% eran afroamericanos, el 0.22% eran amerindios, el 0.89% eran asiáticos, el 0.02% eran isleños del Pacífico, el 0.37% eran de otras razas y el 1.29% pertenecían a dos o más razas. Del total de la población el 1.12% eran hispanos o latinos de cualquier raza.